# Анаткас-Туруново
Анатка́с-Ту́руново (чув. Анаткас Тăрăн) — деревня в Чебоксарском районе Чувашской Республики. Входит в состав Чиршкасинского сельского поселения.

## География
Находится в северной части Чувашии на расстоянии приблизительно 17 км на юго-запад по прямой от районного центра посёлка Кугеси.

## История
Известна с 1795 года, когда здесь был 51 двор. В 1859 году было 59 дворов, 333 жителя, в 1906 — 81 двор, 391 житель, в 1926 — 98 дворов, 439 жителей, 1939 году — 454 жителя, в 1979 году — 226. В 2002 году было 54 двора, в 2010 — 37 домохозяйств. В 1931 образован колхоз «МОПР», в 2010 году действовал СХПК «Туруновский».

## Население
Постоянное население составляло 118 человек (чуваши 99 %) в 2002 году, 114 в 2010.

## Известные уроженцы
- Иван Васильевич Васильев (19 апреля 1892 — 1938?) — деятель чувашского национального движения,  депутат Всероссийского учредительного собрания.